# Mieszków (województwo wielkopolskie)

Dawny herb miejski Mieszkowa

Mieszków – wieś w Polsce, w województwie wielkopolskim, w powiecie jarocińskim, w gminie Jarocin.
Dawniej miasto;  uzyskał lokację w 1777 roku, zdegradowany w 1873 roku. W latach 1954–1971 wieś należała i była siedzibą władz gromady Mieszków, po jej zniesieniu w gromadzie Mieszków. W latach 1975–1998 miejscowość administracyjnie należała do województwa kaliskiego.
Mieszków leży na obszarze Wału Żerkowskiego, nad rzeką Lubieszką, przy drodze krajowej nr 11 oraz drodze krajowej nr 15, 7 km od Jarocina,

## Herb
W herbie Mieszkowa znajduje się kościół o trzech wieżach zakończonych krzyżami. Kolory to czerwone tło, białe mury, niebieskie dachy i złote krzyże. Pojawił się na pieczęci pochodzącej z XVIII wieku o owalnym kształcie z napisem częściowo nieczytelnym SIGIL, INHABITATOR... POS... S. OPIDI MISKE...

## Historia
Kiedy i w jakich okolicznościach powstała osada Mieszków, skąd się wzięła nazwa i jakie miała znaczenie w okolicy – tego nie wiadomo. W Kwartalniku historycznym autor przedstawia relację szwedzkiego kronikarza: „(…) ze Szwecji Styrbjörn walczy z polskim Miszką – Börnem w Jonsburgu nad ujściami Ody. Osiedlili się członkowie rodu Miszków-Bjornów nad Wartą, zakładając osadę Miszków – dziś Mieszków w pow. jarocińskim, rzecz ciekawa między osadami Rusko, Cerekwica z jednej strony a Iwanowem z drugiej (villa Ivani)”. Zagadką jest też Dokument nr 365 z 30 listopada 1257 roku, w którym książę Bolesław Pobożny ustanawia parafię św. Marcina w Jarocinie. Pojawiają się w nim trzy miasta wyliczone jedno po drugim: „...Czelcza et Mireci et Iaroczino civitatem nuncupantur...”, z których jedynie owo zagadkowe Mireci nie zostało jak dotąd zidentyfikowane.
Ze źródeł pisanych wiadomo jak dotąd tylko tyle, że wieś Mieszków istniała już przed rokiem 1282. W 1290 biskup poznański Jan Gerbicz ustanowił tu parafię. Dziedzicami byli kolejno: Mieszkowscy, Hersztopscy i Taczanowscy.
Za proboszcza Jana Cieńskiego w 1654 roku podczas wojen szwedzkich kościół parafialny był całkowicie zrujnowany. Odbudował go dziedzic Stanisław Mięckowski w 1678 roku. Budowę nowego kościoła zapoczątkowaną w 1769 roku ufundował dziedzic Hersztopski. 
Nadanie praw miejskich aktem z 16 czerwca 1777 podpisanym przez dziedzica Hersztopskiego zatwierdził król Stanisław August Poniatowski 15 lutego 1781. Około roku 1800 w miasteczku był kościół, klasztor Franciszkanów i 8 wiatraków, a miasto utrzymywało nawet stróża nocnego. Odbywało się tu 9 dorocznych jarmarków. W 1818 Piotr Hersztopski założył w Mieszkowie Bractwo Strzeleckie. W 1826 miasto zostało doszczętnie zniszczone wskutek pożaru. W 1852 roku nawiedziła je epidemia cholery, na którą zmarło 208 osób. Po tych tragediach miasto nie odzyskało już dawnej świetności i utraciło prawa miejskie w 1874 roku. Ks. Stanisław Gibasiewicz, znany ze swojej gospodarności, m.in. założył w Mieszkowie w roku 1902 Bank Ludowy, zaś jego następca ks. Jan Donat (jarociński delegat na Polski Sejm Dzielnicowy) założył w Mieszkowie chór kościelny, a 3 lipca 1927 roku zorganizował tu nawet zjazd chórów kościelnych. Obaj byli zresztą mocno zaangażowani w szeroko rozumianą pracę organiczną.
W latach 1975–1998 miejscowość administracyjnie należała do województwa kaliskiego.

### Strój
Ok. 1876 Oskar Kolberg tak napisał o naszych strojach tradycyjnych:

...mężczyźni: kiecka (bluza) długa biała, u możniejszych na wpół z wełną, spodnie w butach, kapelusz niski i zimą kaptur. Kobiety: spódnik w tyle gęsto fałdowany; czasem sznurówka. Kabat sukienny z krótkimi fałdami; rzadką już jest czapka złotem wyszywana. Najczęściej czerwoną chustką głowa jest okrytą lub czapeczką białą ze wstążkami. Dziewki mają warkocz zwieszony i strój ze wstążek na głowie.

{{Cytat}} Brakujące pola: treść. Przestarzałe pola: 1.

## Zabytki

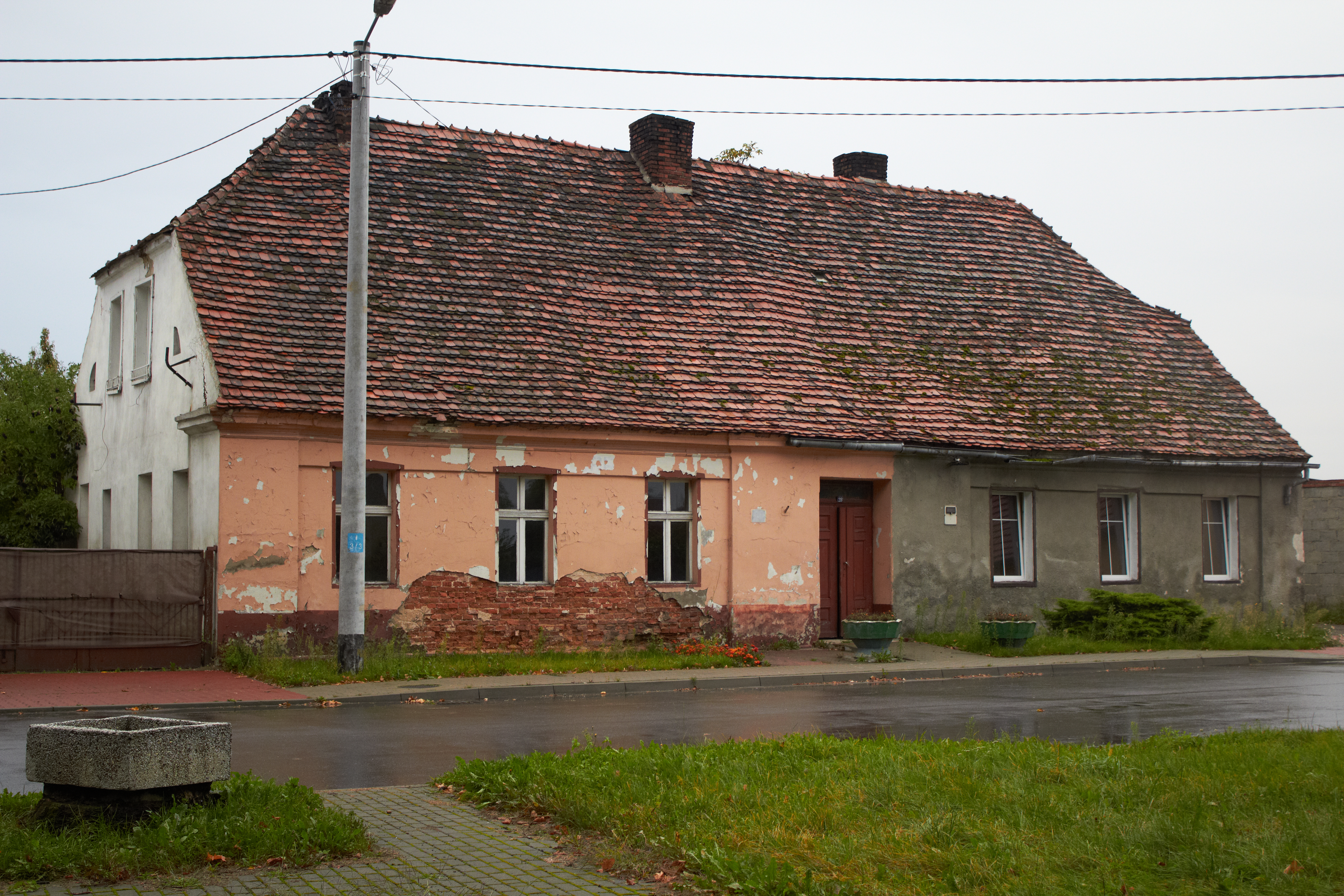
Kamienica przy rynku mieszcząca niegdyś szkołę

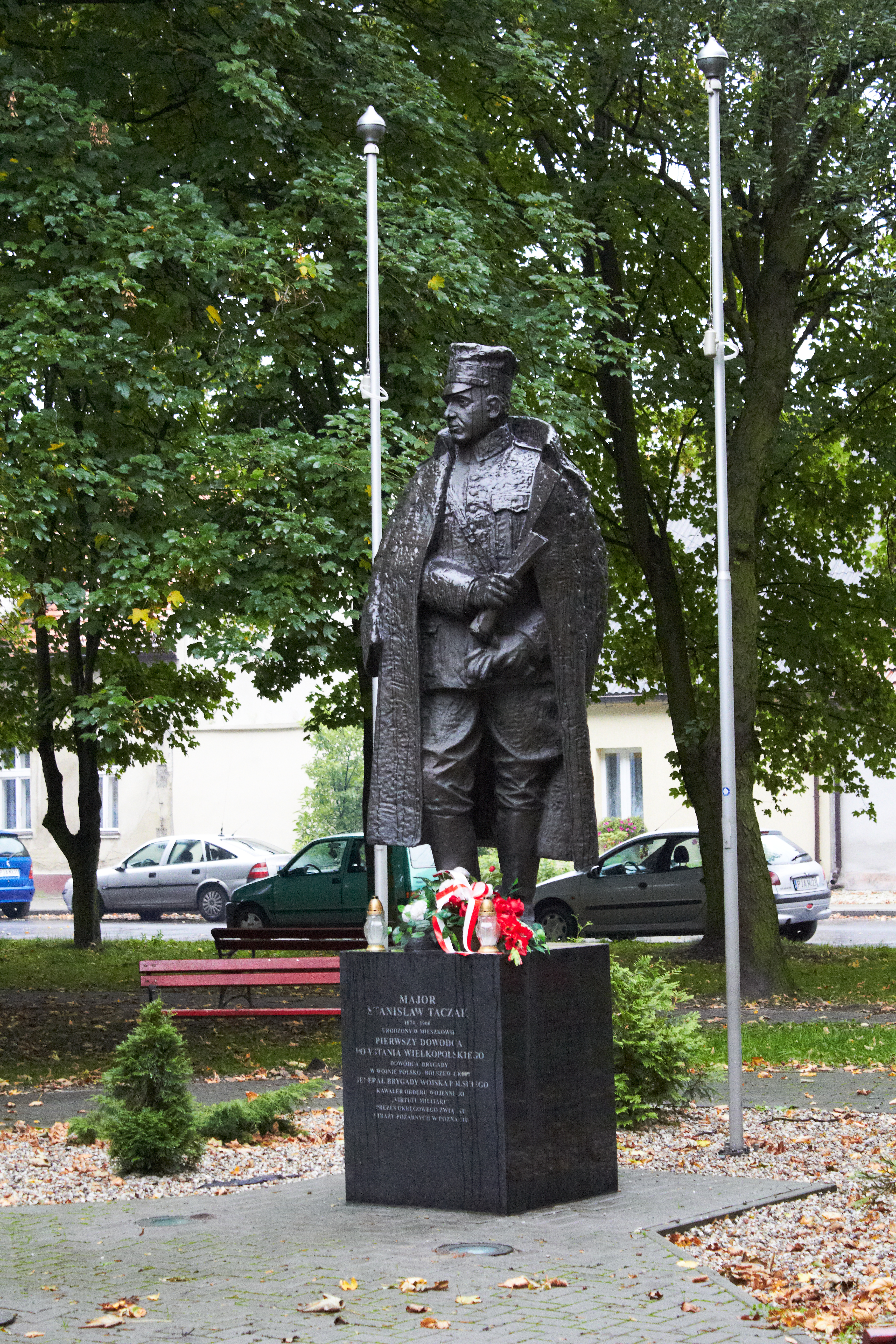
Pomnik Stanisława Taczaka

- rynek w kształcie kwadratu otoczony zabytkowymi kamieniczkami, m.in. budynkiem, w którym niegdyś mieściła się szkoła oraz ratuszem. Na rynku oprócz figury Najświętszego Serca Pana Jezusa znajduje się ustawiony w 2009 pomnik upamiętniający urodzonego w Mieszkowie gen. Stanisława Taczaka.
- barokowy, parterowy dworek Herstopskich z drugiej połowy XVIII w.[12], wybudowany na planie prostokąta, kryty czterospadowym dachem mansardowym ze szczytem nad wejściem.
- rzymskokatolicki kościół św. Wawrzyńca, w którym znajduje się obraz NMP Królowej Nieba pochodzący prawdopodobnie z poprzedniego kościoła pod tym właśnie wezwaniem, o którym wspomina rejestr inwentarza diecezji poznańskiej w 1658 r., zabytkowa plebania, dom katolicki,
- budynek dawnego szpitala z początku XIX w.[9]
- rozpadający się młyn. Do niedawna była tu starodawna kuźnia posiadająca miech kowalski i kowadło z wyrytą datą 1853, osadzone na jesionowym pniu[9]. Na północ od wsi znajdował się też cmentarz żydowski.

W zachodniej części wsi, około 1,5 km od rynku, znajduje się stacja Mieszków, położona na liniach kolejowych nr 272 i 369.

## Osoby związane z Mieszkowem
- Władysław Marcinkowski (1858-1947) – rzeźbiarz
- Stanisław Taczak (1874-1960) – generał, głównodowodzący powstania wielkopolskiego,
- Heliodor Cepa (1895-1974) – generał, dowódca Wojsk Łączności w 1939 r.